# Lycas
Lycas là một chi bướm ngày thuộc họ Bướm nâu.